# Juge
Pour les articles homonymes, voir Le Juge.
 (décembre 2018).
Si vous disposez d'ouvrages ou d'articles de référence ou si vous connaissez des sites web de qualité traitant du thème abordé ici, merci de compléter l'article en donnant les références utiles à sa vérifiabilité et en les liant à la section « Notes et références ».

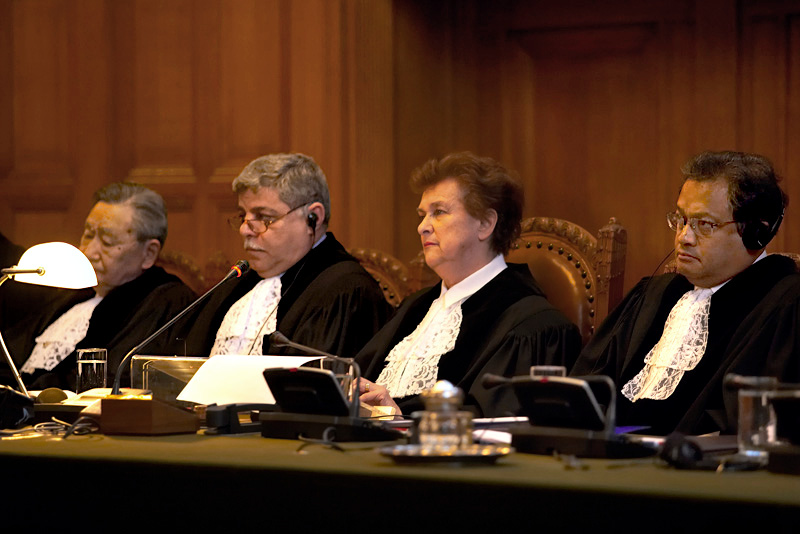
Des juges de la Cour internationale de justice.

Le juge est quelqu'un qui remplit une fonction de jugement dans le domaine juridique. Il est donc chargé de trancher les litiges opposant des parties, ou plaideurs, qui peuvent être des collectivités revêtues par la loi de la personnalité juridique, dite « personnalité morale », dans le cadre d'une procédure dont la mise en œuvre constitue le procès. Il existe plusieurs catégories de juges : juges pour enfants, juges d'instruction…

## Par pays

### Canada
En droit canadien, on distingue principalement entre les juges judiciaires et les juges administratifs. Les juges judiciaires ont la pleine protection de l'indépendance judiciaire, ce qui inclut l'inamovibilité, l'indépendance financière et l'indépendance administrative, d'après le Renvoi relatif à la rémunération des juges de la Cour provinciale de l'Île-du-Prince-Édouard.

### France
Analysant les faits et leur appliquant la règle de droit pertinente, le juge dit le droit (jurisdictio) en relevant (auctoritas) la solution applicable parmi celles discutées au contradictoire des parties (ou plaideurs). Sa décision, souvent appelée jugement devant les tribunaux et arrêt devant les cours supérieures, décide (imperium) les parties à exécuter la solution relevée, au besoin par le bras du pouvoir exécutif requis par la formule exécutoire. Par différence, la solution relevée par des arbitres, dits aussi juges privés, choisis à l'amiable et librement par les parties, appelée sentence arbitrale, si elle dit le droit et présente aussi le caractère de chose décidée (imperium), comme acte de droit privé ne permet pas la réquisition de la force publique détenue par le pouvoir exécutif : la sentence arbitrale doit pour cela au préalable être homologuée par un juge. Cette homologation consiste à vérifier que les conditions de la jurisdictio, de l’auctoritas et celles de l’imperium sont réunies par la sentence arbitrale. Le juge ajoute alors sa signature à la formule exécutoire de réquisition apposée par le secrétariat-greffe. Cette mention ou formule exécutoire n'entre pas dans la composition de sentence, mais consiste en un acte administratif additionnel d'articulation entre les pouvoirs, ici judiciaires et exécutifs.
Lorsque les litiges résultent d'infraction aussi à des règles pénalement sanctionnées, constituant le droit pénal, ou ne consistent qu'en cette catégorie d'infractions, le juge pénal s'il est saisi relève la culpabilité éventuelle et décide alors d'une peine ou dispense.

#### Ordre judiciaire
Les juges français, dans les tribunaux judiciaires, peuvent être des généralistes, appelés à siéger indifféremment et parallèlement dans des chambres civiles ou correctionnelles, ou avoir des fonctions plus spécialisées : juge aux affaires familiales, juge des enfants, juge d'instruction, juge de l'application des peines (JAP), ou encore juge des contentieux de la protection (anciennement juge d'instance) siégeant dans une chambre de proximité.
Les fonctions de juge peuvent être exercées par des magistrats d'un rang hiérarchique supérieur portant le titre de vice-président de tribunal judiciaire : généralistes, ces magistrats président les chambres civiles ou correctionnelles du tribunal ; ils peuvent être chargés des affaires familiales ou des fonctions de juge des libertés et de la détention (JLD) ; spécialisés, ils sont appelés : vice-président chargé des enfants, vice-président chargé de l'instruction, vice-président chargé de l'application des peines ou vice-président chargé du service du tribunal judiciaire. Le président du tribunal judiciaire est également un juge d'un rang supérieur, de même que les premiers vice-présidents qui les assistent parfois.
Les juges exerçant à la cour d'appel sont appelés conseillers ; ils siègent dans des chambres présidées par des présidents de chambre, au sein d'une cour d'appel dirigée par un Premier président. Les fonctions de conseillers, présidents de chambre et Premier président ont la même dénomination à la Cour de cassation, qui compte aussi des conseillers référendaires, ayant un grade inférieur à celui des conseillers, mais exerçant les mêmes fonctions.
Certains juges, ainsi que les procureurs de la République sont des magistrats de l'ordre judiciaire, bénéficiant d'un statut commun quoique différencié.
Dans certains domaines spécialisés, les juges sont des non professionnels élus pour composer des juridictions spécialisées : par exemple, les conseillers prud'hommes au sein des conseils de prud'hommes en matière de droit du travail ou les juges consulaires au sein des tribunaux de commerce en matière de droit commercial.

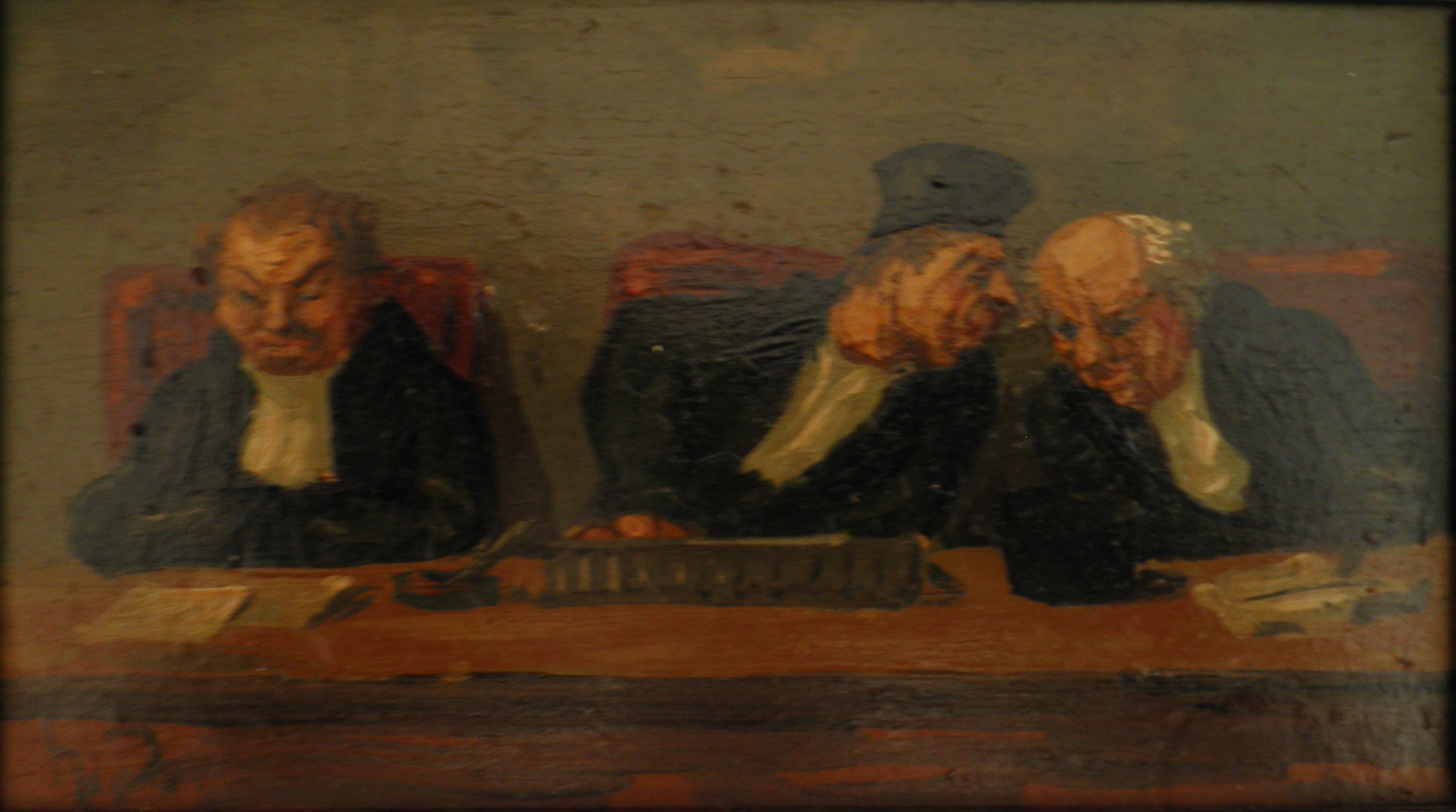
« Trois juges en séance », de Daumier.

#### Ordre administratif
Il existe par ailleurs des juges administratifs, statuant dans les litiges avec l'administration, au sein d'un ordre de juridiction composé, entre autres, des tribunaux administratifs, des cours administratives d'appel et du Conseil d'État.

#### Conseil constitutionnel
Les membres du Conseil constitutionnel sont habituellement considérés comme des juges dans leur rôle de contrôle de la constitutionnalité des lois, bien qu'ils n'en aient pas le statut et que le Conseil ne soit pas officiellement qualifié de juridiction. Ils sont désignés pour neuf ans, dans un mandat non renouvelable et non cumulable.

### Suisse
En droit suisse, les juges fédéraux sont élus par le parlement fédéral. Les juges cantonaux sont généralement élus par le parlement cantonal.
Dans certains cantons suisses, dont Genève, le peuple élit ses juges et son procureur général, si le nombre des candidatures dépasse les places à pourvoir. Il est cependant courant que les places de juges soient attribuées lors de discussions informelles au sein de commissions judiciaires inter-partis : il n'y alors d'élection par le peuple qu'en cas de désaccord irréconciliable sur l'attribution d'un poste vacant.
Dans le cadre de la justice militaire, les juges sont choisis parmi la troupe, les sous-officiers et les officiers. Ces trois catégories de militaires doivent être représentées. La Tribunal ainsi constituée est présidée par un magistrat qui est également juriste dans le civil. Seul le président a une copie du dossier : les autres juges doivent se forger leur opinion lors des débats devant le tribunal. En règle générale, aucun des juges n'est militaire contractuel ou professionnel, mais ils font tous partie de la milice.